# The Art Pepper Quartet
Albums de Art Pepper
Playboys
(1956) Art Pepper With Warne Marsh
(1956)
The Art Pepper Quartet est un album d'Art Pepper.

## La session
Le succès d'Art Pepper au Haig convainc la firme Tampa, de l'enregistrer avec le Marty Paich Quartet. L'album, The Marty Paich Quartet Featuring Art Pepper, étant un succès immédiat, ce The Art Pepper Quartet est alors enregistré le 25 novembre 1956. Il est composé majoritairement d'originaux d'Art (Art's Opus, Diane…). L'une des deux reprises, Besame Mucho de Consuelo Velazquez sera l'un des succès du début de carrière d'Art Pepper et sera demandé régulièrement en concert tout au long de sa carrière.

## Titres
- 01. Art's Opus 5:49
- 02. I Surrender, Dear 5:31
- 03. Diane 3:36
- 04. Pepper Pot 5:03
- 05. Besame Mucho 4:01
- 06. Blues At Twilight 3:58
- 07. Val's Pal 2:04
- 08. Pepper Pot (Alternate) 2:28
- 09. Blues At Twilight (Alternate) 4:03
- 10. Val's Pal (Take 1) 2:27
- 11. Val's Pal (Take 4) 2:22
- 12. Val's Pal (Take 5) 2:14

## Personnel
- Art Pepper (as), Russ Freeman (p), Ben Tucker (b), Gary Frommer (d).

## Dates et lieux
Hollywood,  Californie, 25 novembre 1956

## CD références
- 1994 Tampa Records - OJCCD-816-2 (TP-20)

## Référence
- Liner notes de l'album, Don Clark, 1956.